# Marquinhos Gabriel
Marcos Gabriel do Nascimento, mais conhecido como Marquinhos Gabriel (Selbach, 21 de julho de 1990) é um futebolista brasileiro que atua como meia ou atacante. Atualmente joga no Avaí.

## Carreira

### Categorias de base
Desde cedo, na sua cidade natal, Marquinhos sempre gostou de futebol. No ano de 1997, depois de alguns incentivos de seu pai Osmar, Marquinhos iniciou em uma escolinha de futebol de salão de Selbach. Sua alta velocidade, habilidade e a boa qualidade na perna esquerda, impressionaram e despertou o interesse de outros clubes de futsal das redondezas.
Após passar pelos clubes Sercesa e Pinheiros, todos de Carazinho, Marquinhos teve seu primeiro contato com o futebol de campo. Foi em 2005 na disputa do Campeonato Estadual Juvenil pelo América de Tapera.
Embora tivesse feito sucesso no futsal e existissem convites para que continuasse no esporte, Marquinhos decidiu optar pelos gramados. Foi então que seguiu para realizar testes no Juventude em Caxias do Sul no ano de 2006. No Estádio Alfredo Jaconi, foi aprovado e deveria seguir no time juvenil do clube, mas, devido a distância de casa e por achar não estar preparado para o novo desafio, Marquinhos decidiu não ficar e voltar a Selbach.
Foi no ano de 2007 que a sorte voltou a sorrir para Marquinhos. Atuando pela sua antiga escolinha de Selbach, Marquinhos participou da Copa de Talentos realizada pelo Esporte Clube Passo Fundo, no estádio Vermelhão da Serra. O torneio era uma competição Sub-17, que contava com vários times da região norte do estado e tinha, por objetivo, a descoberta de novos talentos. O time de Marquinhos chegou a final mas foi derrotado. Apesar disso, o jogador foi o artilheiro e destaque da competição. Com tamanha repercussão, foi convidado a disputar o estadual juvenil pelo Passo Fundo.
Em maio de 2007, Marquinhos desembarca na cidade de Passo Fundo para passar a residir no alojamento do estádio Vermelhão. E a aposta não decepcionou, virou referência da equipe comandada pelo treinador Juarez Vilela no estadual.
Num jogo válido pela segunda fase do estadual juvenil no dia 20 de agosto de 2007, Marquinhos anotou dois gols na vitória do Passo Fundo por 4–0 sobre o Progresso de Pelotas. Após isso, o jogador passou a ser observado e recebeu propostas da grandes clubes, Grêmio, Santos e o Internacional.
Foi então que, no mês de novembro de 2007, o Internacional de Porto Alegre venceu a disputa e levou o futuro craque para o Beira-Rio.
Ganhou destaque nas categorias de base do Colorado, principalmente pelas atuações no Campeonato Brasileiro Sub-20 de 2008 e na Copa São Paulo de Juniores de 2009. Neste período, junto com outra revelação, o atacante Léo, Marquinhos já vinha treinando com o grupo profissional do Inter.

### Internacional
Tido como grande promessa do Internacional, em 30 de agosto de 2009, Marquinhos faz sua primeira partida como titular no time colorado marcando gol, dando assistência e desmontando a defesa do Goiás. O jogo era válido pela terceira rodada do returno do Brasileirão.
Terminou a temporada 2009 em alta. Mas, logo em 2010, na pré-temporada, Marquinhos se lesionou e acabou perdendo muito espaço no time. Jogou algumas partidas no mesmo ano, mas não teve bom desempenho. Em 2011, começa jogando pelo Inter B que disputava o Gauchão, a fim de recuperar espaço no time principal, mas, o time B do Inter acabou sendo eliminado da disputa pelo título do primeiro turno do estadual nos pênaltis para o Cruzeiro-RS, após empate em 1–1 no tempo normal. Marquinhos desperdiçou uma das cobranças.
Em 2013, entrou com ação no Tribunal Regional do Trabalho de Porto Alegre para o recebimento de valores de sua passagem pelo clube, cobrando valores de diferença de Direito de Arena. Em 2019, durante a Semana Nacional da Conciliação, Marquinhos aceitou uma negociação para receber R$ 340 mil, divididos em 48 parcelas mensais.

### Avaí
Ainda em 2011, Marquinhos é emprestado ao Avaí até o fim do ano com preferência de compra do clube catarinense ao fim do contrato. Foi apresentado oficialmente no dia 2 de março e recebeu a camisa de número 35. No clube catarinense virou Marquinhos Gabriel, pelo fato de ter o mesmo nome do ídolo do clube Marquinhos Santos.
Fez sua estreia pelo time num jogo válido pela 3ª rodada do estadual no dia 13 de março, jogo em que o Avaí empatou na Ressacada com o Criciúma em 2–2.
Seu primeiro gol saiu num jogo válido pela 5ª rodada do returno do Estadual, quando o Avaí venceu o Metropolitano na Ressacada por 3–1. Marquinhos anotou o segundo gol do jogo.
Teve participação destacada na classificação do Avaí para as semi finais da Copa do Brasil de 2011, ao marcar o terceiro gol do time aos 30 segundos do segundo tempo na histórica virada sobre o São Paulo na Ressacada no jogo de volta, após o time paulista inaugurar o marcador. Apesar disso, Marquinhos nunca conseguiu se firmar como titular do time e, no dia 25 de julho de 2011 após atuar em cinco partidas pelo Campeonato Brasileiro, o Inter pediu o retorno do atleta e o Avaí o liberou.

### Sport
Em 2012, acertou com o Sport, após fazer uma boa Copa do Brasil pelo Avaí.

### Bahia
Em 2013, acertou com o Bahia para a disputa do Campeonato Brasileiro de 2013.

### Coimbra
Após ver seu empréstimo com o Bahia encerrado em dezembro de 2013 e ficar sem vínculo com o Internacional, tendo encerrado seu contrato com o time gaúcho na mesma época, Marquinhos ficou livre para assinar com qualquer clube. Assim fechou por 3 anos com o Coimbra, utilizado pelo Banco BMG para registrar atletas.

### Palmeiras
Em 2014, passou pelo Palmeiras, assinando por empréstimo até o fim do ano com opção de compra de 50% dos direitos econômicos ao final do contrato. Fez sua estreia na goleada contra o Atlético Sorocaba pelo Campeonato Paulista, dando passe para dois dos gols palmeirenses. Marcou seu primeiro gol pelo Verdão contra Penapolense. Seu gol garantiu a vitória por 1–0 e os 100% de aproveitamento no Campeonato Paulista.

### Al-Nassr
Em 18 julho de 2014, acertou com Al-Nassr, da Arábia Saudita. O Clube Global pagou R$ 5 milhões por três anos de contrato. O Palmeiras tinha prioridade mas desistiu de cobrir a proposta árabe devido aos valores elevados e recebeu a multa relativa ao empréstimo até o fim do ano.

### Santos
Por falta de aproveitamento no time árabe, foi emprestado ao Santos com contrato válido pra temporada de 2015.

### Retorno ao Al-Nassr
Ao fim do empréstimo ao Santos, Marquinhos Gabriel voltou para o Al-Nassr mesmo após ter negociado com o time da baixada paulista e com o Corinthians.

### Corinthians
No dia 18 de abril de 2016, Marquinhos Gabriel assinou um contrato de quatro temporadas com o Corinthians, que pagou ao Al-Nassr U$3 milhões (cerca de R$ 11 milhões).
Em 18 de janeiro de 2017, Marquinhos Gabriel fechou o placar na semifinal contra o Vasco da Gama, terminando a partida em 4-1 para o Corinthians, levando o clube para a final do torneio Florida Cup de 2017. No dia 21 de janeiro jogou a final contra o arquirrival São Paulo. O Corinthians perdeu por 4-3 nas penalidades máximas, após o empate de 0-0 no tempo real, perdendo o título do torneio e levando a vice-liderança. Em 01 de fevereiro, o Corinthians realizou um preparatório contra a Ferroviária para o Campeonato Paulista, Marquinhos Gabriel entrou no segundo tempo no lugar de Guilherme, para realizações de testes do técnico Fábio Carille. Marquinhos Gabriel marcou aos 49 minutos do segundo tempo, após um passe de Camacho. No dia 04 de fevereiro, o Corinthians realizou seu primeiro jogo oficial no Brasil contra o São Bento, válido pelo Campeonato Paulista 2017, o Timão venceu o jogo por 1-0 numa cobrança de pênalti. O Corinthians venceu o jogo e acumulou seu primeiro três pontos.

### Al-Nasr
No dia 17 de agosto de 2018, por falta de aproveitamento no Corinthians, foi emprestado ao Al-Nasr.

### Cruzeiro
Em janeiro de 2019, Marquinhos Gabriel foi contratado pelo Cruzeiro. Estreou em 31 de janeiro de 2019, no empate com o Boa Esporte, por 2–2, em partida válida pelo Campeonato Mineiro, no Melão.
Marcou seu primeiro gol pelo time celeste na vitória por 3–0 sobre a Caldense, no Mineirão, pelo Campeonato Mineiro.
Voltou a marcar contra a Patrocinense pelo mesmo campeonato, dessa vez marcou dois gols e foi decisivo na goleada.
Confirmou a alta pelo Cruzeiro, marcando um gol no 1° jogo da final do estadual, diante do arquirrival Atlético-MG.

### Athletico Paranaense
Em janeiro de 2020 foi emprestado pelo Cruzeiro ao Athletico Paranaense, na nova equipe recebeu a camisa 10.
No inicio de setembro de 2020, Marquinhos solicitou a rescisão de contrato com o Furacão, onde realizou 16 partidas e marcou 2 gols.

### Retorno ao Cruzeiro
Em 10 de setembro, após se readequar ao teto salarial ofertado pelo clube, foi reintegrado ao elenco, estando a disposição de Ney Franco para a disputa da Série B.

### Vasco da Gama
Em 7 de março de 2021, foi anunciado oficialmente como novo reforço do Vasco da Gama, com contrato de 1 ano de duração.
Fez sua estreia no empate de 2–2 contra o Nova Iguaçu, válido pela 3° rodada no Campeonato Carioca.
Marcou seu 1° gol em 18 de março, sendo essa apenas a sua 2° partida pelo Vasco , no empate de 1–1 contra a Caldense, válida pela Copa do Brasil.
Muito criticado pela torcida vascaína, devido sua irregularidade, Marquinhos Gabriel não teve seu contrato renovado para o ano seguinte. Ao todo, disputou 42 partidas, marcou 7 gols e 6 assistências.

### Criciúma
Em 22 de março de 2022, foi anunciado como novo reforço do Criciúma até o fim da temporada.

### Goiás
Ainda em 2022, em agosto, Marquinhos Gabriel deixou o Criciúma e acertou com o Goiás, para a disputa da Série A do Campeonato Brasileiro.

### Retorno ao Criciúma
Seis meses após deixar o clube de Santa Catarina, o Criciúma acertou o retorno do meia para a sequência da temporada de 2023.
Em dezembro de 2024, após o rebaixamento do Tigre, Marquinhos Gabriel anunciou que não ficaria no clube para a temporada de 2025. O atleta atuou, nas ocasiões em que vestiu a camisa do Criciúma, em 88 jogos, marcando 11 gols.

### Retorno ao Avaí
O Avaí acertou o retorno do meia Marquinhos Gabriel para 2025. Marquinhos fará sua segunda passagem na Ressacada. A primeira foi em 2011, quando pertencia ao Internacional e foi emprestado ao Avaí.

## Estatísticas
Atualizado até 19 de maio de 2022.

### Clubes
| Clube                | Temporada | Campeonato nacional | Campeonato nacional | Copa nacional | Copa nacional | Competições continentais¹ | Competições continentais¹ | Outros torneios² | Outros torneios² | Total | Total |
| Clube                | Temporada | Jogos               | Gols                | Jogos         | Gols          | Jogos                     | Gols                      | Jogos            | Gols             | Jogos | Gols  |
| -------------------- | --------- | ------------------- | ------------------- | ------------- | ------------- | ------------------------- | ------------------------- | ---------------- | ---------------- | ----- | ----- |
| Corinthians          | 2016      | 34                  | 5                   | 4             | 0             | 1                         | 1                         | 0                | 0                | 39    | 6     |
| Corinthians          | 2017      | 25                  | 3                   | 3             | 0             | 3                         | 0                         | 6                | 2                | 37    | 5     |
| Corinthians          | 2018      | 12                  | 1                   | 1             | 0             | 3                         | 0                         | 10               | 1                | 26    | 2     |
| Corinthians          | Total     | 71                  | 9                   | 8             | 0             | 7                         | 1                         | 16               | 3                | 102   | 13    |
| Cruzeiro             | 2019      | 28                  | 0                   | 5             | 0             | 7                         | 0                         | 12               | 4                | 52    | 4     |
| Cruzeiro             | 2020      | 4                   | 0                   | —             | —             | —                         | —                         | —                | —                | 4     | 0     |
| Cruzeiro             | Total     | 32                  | 0                   | 5             | 0             | 7                         | 0                         | 12               | 4                | 56    | 4     |
| Athletico Paranaense | 2020      | 4                   | 0                   | 0             | 0             | 2                         | 0                         | 10               | 2                | 16    | 2     |
| Athletico Paranaense | Total     | 4                   | 0                   | 0             | 0             | 2                         | 0                         | 10               | 2                | 16    | 2     |
| Vasco da Gama        | 2021      | 31                  | 4                   | 5             | 1             | —                         | —                         | 6                | 2                | 42    | 7     |
| Vasco da Gama        | Total     | 31                  | 4                   | 5             | 1             | —                         | —                         | 6                | 2                | 42    | 7     |
| Total                | Total     | 138                 | 13                  | 18            | 1             | 16                        | 1                         | 44               | 11               | 216   | 26    |

¹Estão incluídos jogos e gols da Copa Libertadores e Copa Sul-Americana
²Estão incluídos jogos e gols pelo Campeonato Carioca, Campeonato Paulista, Campeonato Mineiro, Torneios Amistosos, Amistosos e Supercopa do Brasil

### Campeonatos
| Competição            | Partidas | Gols | Média |
| --------------------- | -------- | ---- | ----- |
| Amistosos¹            | 8        | 3    | 0,37  |
| Campeonato Paulista   | 8        | 0    | 0,00  |
| Campeonato Mineiro    | 12       | 4    | 0,33  |
| Campeonato Brasileiro | 75       | 9    | 0,12  |
| Copa do Brasil        | 9        | 1    | 0,00  |
| Copa Sul-Americana    | 3        | 0    | 0,00  |
| Copa Libertadores     | 4        | 1    | 0,25  |
| TOTAL                 | 119      | 18   | 0,09  |

¹Estão incluídos jogos e gols de amistosos e torneios amistosos

## Títulos
Internacional
- Copa FGF: 2009 e 2010
- Recopa Sul-Americana: 2011

Santos
- Campeonato Paulista: 2015

Corinthians
- Campeonato Paulista: 2017 e 2018
- Campeonato Brasileiro: 2017

Cruzeiro
- Campeonato Mineiro: 2019

Athletico Paranaense
- Campeonato Paranaense: 2020

Vasco da Gama
- Taça Rio: 2021

Criciúma
- Recopa Catarinense: 2024
- Campeonato Catarinense: 2024

Avaí
- Campeonato Catarinense: 2025[33]

### Prêmios individuais
- Seleção do Campeonato Mineiro: 2019

### Artilharias
Internacional
- Campeonato Brasileiro de Futebol Sub-20 de 2008